# Kabupaten de Kaur
Pour les articles homonymes, voir Kaur.
Le kabupaten de Kaur, en indonésien Kabupaten Kaur, est un kabupaten de la province indonésienne de Bengkulu dans le sud de l'île de Sumatra. Il a été créé en 2003 par séparation de celui de Bengkulu Selatan.

## Géographie
Kaur est situé à 250 km de la ville de Bengkulu.

## Langue
La langue kaur fait partie du sous-groupe dit "malais local" des langues malayo-polynésiennes. La langue Nasal y a été "re-découverte" en 2008.

## Économie
Depuis 2005, Kaur produit et exportede l'huile de palme.